# GJ 9827
GJ 9827 — зірка спектрального типу K6V. Її радіус становить приблизно 0,63 сонячного радіуса, а маса приблизно на 15 % менше маси Сонця. GJ 9827 знаходиться приблизно в 100 світлових роках від Землі.
Група вчених з Гарвард-Смітсонівського центру астрофізики за допомогою телескопа «Кеплер» в ході місії K2 виявлено три суперземлі — екзопланети, що обертаються навколо зірки GJ 9827. Вони знаходяться на відстані близько 0,02, 0,04 і 0,06 астрономічних одиниць від батьківської зірки.
- GJ 9827 b — радіус надземлі становить 1,64 радіуса Землі, проте точна маса поки невідома (передбачається, що вона становить 3,5-4,26 маси Землі).
- GJ 9827 c — найменша з трьох екзопланет: її радіус становить 1,29 радіусу Землі, а маса — близько 2,5 маси Землі.
- GJ 9827 d за розміром перевершує Землю приблизно вдвічі і є як мінімум в п'ять разів більш масивною.